# جيمس بليش
جيمس بليش (بالإنجليزية: James Blish)‏ (23 مايو 1921 في الولايات المتحدة - 30 يوليو 1975، هنلي أون تيمز في الولايات المتحدة) روائي أمريكي، حاصل على جائزة هوغو لأفضل رواية عن «قضية ضمير» في العام 1959.

## روابط خارجية
- جيمس بليش على موقع IMDb (الإنجليزية)
- جيمس بليش على موقع الموسوعة البريطانية (الإنجليزية)
- جيمس بليش على موقع إن إن دي بي (الإنجليزية)
- جيمس بليش على موقع ديسكوغز (الإنجليزية)
- جيمس بليش على موقع قاعدة بيانات الفيلم (الإنجليزية)